# Liste der Mitglieder der Deutschen Akademie der Naturforscher Leopoldina/1708
Die Liste der Mitglieder der Deutschen Akademie der Naturforscher Leopoldina für 1708 enthält alle Personen, die im Jahr 1708 zum Mitglied ernannt wurden. Insgesamt gab es acht neu gewählte Mitglieder.

## Mitglieder
| Nr. | Name                     | Beiname        | Geboren       | Aufnahme | Gestorben     | Bild                                                                         | Datenbank |
| --- | ------------------------ | -------------- | ------------- | -------- | ------------- | ---------------------------------------------------------------------------- | --------- |
| 277 | Friedrich Kaltschmidt    | Protarchus I.  | 6. Juli 1643  | 3. Mai   | 21. Juli 1717 |                                                                              | 4041      |
| 278 | Petrus Wolfart           | Polyaenus I.   | 11. Juli 1675 | 4. Mai   | 3. Dez. 1726  |                                                                              | 7336      |
| 279 | Dominicus Guglielmini    | Athenaeus I.   | 27. Sep. 1655 | 26. Jul. | 12. Juli 1710 | Domenico Guglielmini, Stich von C. Rampoldi, 1821                            | 3386      |
| 280 | Johann Baptista Morgagni | Marinus        | 25. Feb. 1682 | 26. Jul. | 5. Dez. 1771  | Giovanni Battista Morgagni, Porträt aus De sedibus et causis morborum (1761) | 5722      |
| 281 | Johann Jakob Baier       | Eugenianus I.  | 14. Juni 1677 | 15. Aug. | 14. Juli 1735 | Johann Jakob Baier, Kupferstich von Georg Martin Preissler                   | 1745      |
| 282 | Petrus Mangold           | Heraklitus I.  | 25. Dez. 1686 | 14. Sep. | 11. Mai 1758  |                                                                              | 5513      |
| 283 | Johann Scheuchzer        | Philippus      | 20. März 1684 | 22. Nov. | 8. März 1738  | Johannes Scheuchzer                                                          | 5135      |
| 284 | Johann David Mauchart    | Plistonicus I. | 2. Okt. 1669  | 25. Nov. | Feb. 1726     |                                                                              | 5566      |

## Hinweis zu den Lebensdaten
In der Liste sind zunächst die Lebensdaten gemäß Archiv der Leopoldina aufgenommen. Diese beziehen sich auf die Angaben gem. Büchner (1755), Neigebaur (1860) und Ule (1889). Die Lebensdaten im Namensartikel können daher von den Lebensdaten in der Liste abweichen.